# Camp et auberge du Lac en Cœur
Le camp du Lac en Cœur est une colonie de vacances établie en 1946 sur la rive sud du Lac en Cœur dans le secteur Hervey-Jonction de la municipalité du Lac-aux-Sables, dans la municipalité régionale de comté (MRC) de Mékinac, dans la région administrative de la Mauricie, dans la province de Québec, au Canada.
Le camp du lac en Cœur est un centre de loisir pour la jeunesse offrant des classes en nature et des activités familiales sur quatre saisons. Durant le calendrier scolaire, les classes natures accueillent annuellement près de 3 000 élèves provenant d’une cinquantaine d’écoles du Québec de diverses régions du Québec. Les activités sont encadrées par une équipe d'animateurs du camp ou par les superviseurs des groupes d'enfants. En sus, des milliers de visiteurs (ou groupes familiaux) par année utilisent les chalets et/ou l'auberge.
Le secrétariat du camp est situé au village d'Hervey-Jonction, soit au 50, chemin du Lac-en-Cœur, Lac-aux-Sables, G0X 1M0. Tandis que le bureau-chef de "Les Villages Étudiants inc." est situé au Séminaire Saint-Joseph, 858 rue Laviolette, Trois-Rivières, G9A 5J1.
La Fondation des Œuvres du Lac en Cœur qui a été constituée en 1990, est un organisme de bienfaisance dont la mission est de venir en aide aux familles et aux enfants vivant des difficultés financières. En sus, cette fondation aide à subvenir aux besoins financiers du camp du Lac en Cœur afin d'assurer la pérennité de sa mission. D'année en année, cette fondation offre des séjours de plein air aux enfants et aux familles, tout en voyant à leur développement intégral et à leur épanouissement, le tout à des coûts modiques.

## Bâtisses et infrastructures
Originellement, des baraques militaires de la Seconde Guerre mondiale, provenant de la caserne du terrain de l'exposition de 1938 de Trois-Rivières, avaient été démontées par des bénévoles et réassemblées au lac en Cœur, pour servir de chalets.

## Activités offertes
Au cours du calendrier scolaire, les activités du camp s'adressent aux jeunes de tous les âges, notamment ceux en services de garde, ou fréquentant les écoles primaires et secondaires. Le programme du camp est axé sur le développement de l'enfant par des activités complémentaires à sa formation pédagogique des écoles, notamment la vie en groupe et la connaissance de la nature.
Les séjours sont offerts sur des programmes d'une journée de plein air, de 2 jours, de 3 jours. Ce programme comporte des classes nature: rouge (fin août à la mi-octobre), blanche (en hiver) et verte (fin avril jusqu'à la fin du calendrier scolaire).
Selon les saisons et la température, les activités possibles des classes natures sont notamment: 
- Printemps et automne: piste d'hébertisme, trampoline, escalade, canot, vélo, rabaska, tir à l'arc, centre écologique, sentier écologique, kinball/parachute, olympiades, feux de camp, grands jeux thématiques, jeux coopératifs, bricolage, etc[3].
- Hiver: diverses activités extérieures s'ajoutent pour les enfants en habit de neige, notamment: glissade sur chambres à air, hockey bottine, ringuette, raquette, construction de Quinzy, sculpture sur neige, balade aux flambeaux, kinball sur neige, soccer sur neige, olympiades d'hiver, feux de camp, grands jeux thématiques, jeux coopératifs, bricolage, dégustation de pain amérindien, etc[3].

Certaines activités sont organisés sur demande, selon la température et les saisons, notamment: ateliers sur la nature (insectes, faune et flore du Québec), ateliers sur l'astronomie et observations, ateliers scientifiques, trou de glaise (bouette), soirée d'expression (mini pièce de théâtre), jeu de nuit, etc. Les enfants peuvent aussi découvrir la « légende du Lac en Cœur » et chanter la chanson-thème du camp.
Cette colonie de vacances a toujours organisé des activités spéciales (éducatives et sportives) pour la semaine de relâche scolaire annuelle qui historiquement a lieu en fin février ou début mars.

## Moniteurs
À chaque printemps, la direction du camp du lac en Cœur procède au recrutement de ses moniteurs bénévoles auprès des adolescents du secondaire 3, 4 et 5, lesquelles proviennent généralement de l'école polyvalente Paul le Jeune de Saint-Tite et du Séminaire Saint-Joseph de Trois-Rivières. Ces moniteurs agissent comme chef de groupe de campeurs; ils participent à un précamp annuel d'une semaine généralement en mai ou juin.

## Album musical
Le deuxième album musical intitulé "Chœur de campeur" a été lancé en 2015 grâce à l'implication de bénévoles (9 musiciens, 28 chanteurs, dont des anciens chefs de camp) ayant réalisé ce projet sur un an. La direction musicale a été réalisée par Grégoire Brière. Les principaux contributeurs ont été Kavin Thiffault (accompagnement au piano), Martin Dugré et l'équipe d'Acolyte Communication (confection de la pochette de l'album). Cet album s'imprègne de l'univers des camps de vacances avec une touche instrumentale et rythmique. Les 14 chansons de l'album sont:
- Chanson du Lac en Cœur,
- Histoire de mensonges,
- Anatole et Manda,
- Hey Ti-gars,
- Si tu vas au ciel,
- Ma grand-mère était dans l'armée,
- Les robes,
- Allongeons la jambe,
- Oh Ursule!
- Un pied mariton,
- Les aventuriers,
- Le curé de Saint-Louis,
- Feu, feu, joli feu,
- La voile[4].

## Histoire du camp
Le camp du Lac en Cœur, de style "Boys-Town", a été créé dès juin 1946 sous l'égide de la Jeunesse Étudiante Catholique (J.E.C.). Il a été créé après environ 18 mois de démarche, à l'initiative de l'abbé Paul Boivin (professeur en science au séminaire Saint-Joseph de Trois-Rivières), avec l'appui de son confrère l'abbé Charles-Henri Lapointe, aumônier diocésain de la J.E.C., et de l'abbé Gérard Saint-Pierre lequel a contribué grandement à la réalisation du projet.
Les deux principaux fondateurs ont été l'abbé Paul Boivin et Napoléon Veillette (1876-1959) de Hervey-Jonction; ce dernier, un homme de tout métier, y œuvra pendant 12 ans. Il contribua à la conception du plan général du camp, ainsi qu'à la construction des premières bâtisses. En particulier, il supervisa les travaux de construction de la chapelle actuelle qui a été érigée en 1949-50 sur une élévation.
Le premier directeur général du camp a été l'abbé Paul Boivin lequel est devenu ultérieurement curé de Saint-Jean-des-Piles. Le second membre fondateur a été l'abbé Charles-Henri Lapointe. À l'origine, ce camp de vacance intégrait une formation religieuse à la jeunesse. L'abbé Grégoire Tessier agissait comme aumonier en 1948. En 1990, Jean Hamel exerçait comme directeur du camp (il avait commencé comme animateur en 1971); ses principaux collaborateurs étaient alors André de Lafontaine (responsable de l'animation des classes vertes) et Nicholas Trépanier (d'abord moniteur en 1986, puis désigné "grand chef" en 1986).
Cette colonie de vacance a été établi sur le site actuel qui était alors prêté par la Consolidated Bathurst, pour une période de 30 ans. Tandis que la Wayagamack qui possède la réserve forestière, a accordé un bail à la seule condition que le camp du lac en Cœur offre un cours de pratique du reboisement. Un bélier-mécanique de la Voirie provincial a défriché et aplani la cour.
Les trois grandes époques de son histoire sont:
- l'épisode de la Jeunesse étudiante catholique (J.E.C.) de 1946 à 1968,
- l'épisode du Centre Landry de 1968 à 1974 et
- le camp de 1974 à nos jours.

Ce camp est actuellement administré par Les Villages Étudiants inc, un organisme sans but lucratif immatriculé qui avait été immatriculé initialement le 10 décembre 1946. Selon le registre des entreprises du Québec, cet organisme a fait l'objet d'une nouvelle immatriculation le 28 mars 1995, selon la Loi sur les compagnies.

## Événements marquants de l'histoire du camp
Les évènements marquants de l’histoire de cette colonie de vacances sont:
- 1946 - Défrichage et construction de six chalets pour les jeunes et un pour le gardien, ainsi que construction de la bâtisse de la cuisine. La première équipe de travail était composée d'Émile et Georges Côté, Henri et Rosaire Lamarre, sous la direction de Napoléon Veillette[10].
- 1949 (29 juin) - Première visite de l'évêque (Mgr Georges-Léon Pelletier) du diocèse de Trois-Rivières[11].
- 1949-1950 - Construction de la chapelle actuelle[7].
- 1968 - Début de l'animation conjointe du camp par la JEC et la JECF (Jeunesse étudiante catholique féminine).
- 1980-1982 - Travaux de rénovation de plusieurs bâtisses et des installations, notamment la réfection du réseau électrique, l'installation de fosses septiques, des toilettes, des puits d'aération, ainsi que la construction d'une bâtisse polyvalente servant de cuisine et de cafétaria. Ces rénovations d'environ 250 000 $ font suite à une campagne de financement[12].
- 1981 - Célébration du 35e anniversaire de la fondation du camp par différentes activités et des retrouvailles. Le camp pouvait alors accueillir 50 garçons et 50 filles à la fois; soit environ 1200 jeunes par été. En 1985, il y eut Modèle:Nomre qui y ont séjourné à cause de l'augmentation de la capacité d'hébergement[13],[14].
- 1986 - Célébration du 40e anniversaire[15].
- 1988 - Ouverture à la mi-août de l'auberge jeunesse-famille (ayant coûté 620 000 $) à la suite d'une campagne de financement. L'auberge est inauguré officiellement le 2 octobre 1988 par la gouverneure générale Jeanne Sauvé[16].
- 1990 - Début du programme d'activité « classe verte ».
- 2007 - Ajout du camp « Prospect'Air », plus axé sur la nature et l'environnement. Il s'agit d'une tente installée sur une plateforme de bois, pouvant accommoder 12 personnes pour y dormir. Des lits superposés y sont installés[17].
- 2016 - Célébration du 70e anniversaire[18].
- 2020 - Annulation des activités depuis mars 2020, à cause de la pandémie mondiale du Coronavirus Covid-19. Néanmoins, un camp de jour pour les enfants de maternelle et de niveau primaire, a été organisé au cours de l'été 2020, avec la collaboration de la municipalité de Lac-aux-Sables, la MRC Mékinac et le camp Val Notre-Dame[3].

## Toponymie
Cette colonie de vacances est située en bordure du lac en Cœur, d’où son nom. Le toponyme "camp du Lac en Cœur" ou "Camp et Auberge du Lac en Cœur" n'ont pas encore été officialisés à la Commission de toponymie du Québec. Le toponyme « Lac en Coeur » s'avère de type métaphorique. Le lac en Cœur tient son nom par sa forme qui ressemble à un cœur avec la moitié droite dominante.
Le toponyme « lac en Cœur » a été officialisé le 14 juin 1976 à la Banque des noms de lieux de la Commission de toponymie du Québec.